# New Douglas
New Douglas é uma vila localizada no estado americano de Illinois, no Condado de Madison.

## Demografia
Segundo o censo americano de 2000, a sua população era de 369 habitantes.
Em 2006, foi estimada uma população de 337, um decréscimo de 32 (-8.7%).

## Geografia
De acordo com o United States Census Bureau tem uma área de
2,8 km², dos quais 2,8 km² cobertos por terra e 0,0 km² cobertos por água. New Douglas localiza-se a aproximadamente 189 m acima do nível do mar.

## Localidades na vizinhança
O diagrama seguinte representa as localidades num raio de 12 km ao redor de New Douglas.